# Лудвиг II (Пфалц-Цвайбрюкен-Нойбург)
Лудвиг II он Пфалц-Цвайбрюкен, наричан Младия (на немски: Ludwig II von Pfalz-Zweibrücken, der Jüngere; * 14 септември 1502, Цвайбрюкен; † 3 декември 1532, Цвайбрюкен) от фамилията Вителсбахи, е от 1514 г. пфалцграф и херцог на Пфалц-Цвайбрюкен и граф на Велденц.

## Живот
Той е най-големият син на пфалцграф и херцог Александер (1462 – 1514) княз на Пфалц-Цвайбрюкен и граф на Велденц, и съпругата му графиня Маргарета фон Хоенлое-Нойенщайн (1480 – 1522), дъщеря на граф Крафт VI фон Хоенлое-Нойенщайн († 1503) и Хелена фон Вюртемберг († 1506).
Лудвиг наследява баща си, който умира на 21 октомври 1514 г. Той е малолетен и е под регентството на майка си и други съветници до 1519 г. Понеже град Анвайлер отказва да почете майка му, той го обсажда през 1519 г., който след преговори е предаден на Лудвиг на 6 февруари 1519 г. През 1522 г. той се бие в императорската войска в Нидерландия.
На имперското събрание във Вормс през 1521 г. той вижда Мартин Лутер, на когото е привърженик.
Лудвиг умира на 30 години от туберкулоза. Неговият гроб се намира в църквата Св. Александер в Цвайбрюкен, която е подарена през 1489 г. от баща му пфалцграф Александер след завръщането му от поклонническото пътуване в Светите земи.
Заради малолетието на синът му принц Волфганг регентството поема в началото неговият по-малък брат Рупрехт от Пфалц-Велденц.

## Семейство и деца
Лудвиг II се жени на 10 септември 1525 г. в Касел за Елизабет от Хесен (1503 – 1563), дъщеря на ландграф Вилхелм Стари фон Хесен (1466 – 1515) и на Анна фон Брауншвайг-Волфенбютел (1460 – 1520), дъщеря на херцог и княз Вилхелм II фон Брауншвайг-Каленберг-Гьотинген (1425 – 1503). Сватбата се отлага първоначално заради избухналата Война на селяните. Двамата имат децата:
- Волфганг (1526 – 1569), от 1532 пфалцграф и херцог на Пфалц-Цвайбрюкен, от 1557 г. също херцог на Херцогство Пфалц-Нойбург

∞ 1545 принцеса Анна фон Хесен (1529 – 1591)
- Христина (1528 – 1534)

Елизабет се омъжва втори път на 9 януари 1541 г. за пфалцграф Георг фон Зимерн (1518 – 1569) и няма деца от него.